# Stenodus
Stenodus Richardson, 1836 è un genere di pesci appartenente all'ordine dei Salmoniformi.

## Tassonomia
Il genere Stenodus appartiene alla famiglia dei Salmonidi e costituisce, assieme a Coregonus e Prosopium, la sottofamiglia dei Coregonini (Coregoninae).
Il genere Stenodus è risultato essere filogeneticamente più imparentato con Coregonus piuttosto che Prosopium, ma rispetto a Coregonus si differenzia per avere un'ampia apertura boccale e altri aspetti morfologici adatti ad un comportamento predatorio.
Il genere comprende due specie:
- Stenodus leucichthys (Güldenstädt, 1772) - il bieloribitza;
- Stenodus nelma (Pallas, 1773) - il nelma.

Stenodus leucichthys è ormai estinto in natura, mentre Stenodus nelma è ancora presente in gran numero.
In passato le due specie erano considerate due sottospecie (Stenodus leucichthys leucichthys e Stenodus leucichthys nelma) di una singola specie, alla quale veniva dato il nome comune di salmone bianco (Stenodus leucichthys).

## Biologia
La struttura del cranio, le dimensioni delle scaglie, la colorazione e altre caratteristiche portano a classificare il genere Stenodus tra i Coregonini, sebbene nell'aspetto esteriore assomigli assai più ai Salmonini che alle altre specie della sottofamiglia. Il nelma vive, come forma migratrice, nella parte settentrionale del mar Glaciale Artico e nei fiumi che sfociano in questo, dal mar Bianco al Mackenzie (Canada); il bieloribitza popola il mar Caspio e i suoi immissari settentrionali (Volga e Ural). Nelle zone salmastre del mar Glaciale Artico, i nelma adulti conducono vita di predatori, dedicandosi alla caccia di altri pesci, e raggiungono la maturità sessuale soltanto a un'età di 7-10 anni (nel Kolyma addirittura a 11-12 anni).
In estate, di norma, cominciano a risalire il corso dei fiumi, spingendosi nello Enisej fino a 1500-1900 km dalla foce, nell'Ob' addirittura a oltre 3500, per raggiungere le località in cui in autunno deporranno le uova. Queste, che misurano poco più di 2 mm e il cui numero oscilla, per ogni femmina, tra le 125.000 e le 325.000, vengono abbandonate fra i ciottoli che ricoprono il fondo e successivamente in gran parte divorate da giovani Hucho taimen, da temoli, girini e altri nemici. Conclusa la deposizione, i nelma sovente si trattengono ancora per un certo tempo nelle acque dolci e migrano infine in quelle salmastre, che abbandonano nuovamente tre o quattro anni più tardi per raggiungere le località di deposizione. Questi Coregonini possono arrivare all'età di oltre 20 anni e raggiungere in tal caso una lunghezza di oltre un metro e anche i 40 kg di peso.
I bieloribitza si sviluppano assai più rapidamente e raggiungono la maturità sessuale all'età di 5-7 anni, durante la permanenza nelle zone di pascolo, situate in prevalenza nella parte centrale del mar Caspio; le località di deposizione più importanti si trovano nell'Ufa, un subaffluente del Volga. Il popolamento di questa specie appare oggi gravemente minacciato dal crescente inquinamento cui sono soggette le acque delle località di deposizione e dalla costruzione di dighe e bacini idrici, in particolare dalla grande diga eretta nei pressi di Volgograd, che ne ostacolano la migrazione.